# Ernst Friedrich Fink
Ernst Friedrich Fink (* 24. Oktober 1806 in Kandern; † 25. Juni 1863 in Achern) war ein deutscher evangelischer Geistlicher.

## Leben
Seine Eltern waren der Archivar Friedrich Matthias (Matthäus) Fink und dessen Ehefrau Auguste Magdalene Hitzig.
Fink studierte nach dem Schulbesuch in Lörrach, Müllheim und Freiburg i. Br. zunächst Philosophie und Philologie an der Universität Freiburg, dann evangelische Theologie an den Universitäten Halle, Berlin und Heidelberg. 1833 wurde er Pfarrverweser in Leutesheim, 1842 Hausgeistlicher der neu errichteten Heil- und Pflegeanstalt Illenau, wo er bis zu seinem Tod 1863 blieb. 
Fink war ein Förderer des Kleinkinderschulwesens, Gründer des Landesvereins für äußere und innere Mission sowie langjähriger Schriftleiter der Blätter für Innere Mission in Baden. In seinem Pfarrhaus in Leutesheim gründete Regine Jolberg 1840 eine Arbeitsschule für Tagelöhnerkinder, aus der das Diakonissenhauses Nonnenweier hervorging. 1855 und 1861 war er Mitglied der Landessynode der Evangelischen Landeskirche in Baden.

## Auszeichnungen
- 1856: Ehrendoktor der theologischen Fakultät der Universität Heidelberg

## Werke
- Die Heilanstalten von ihrer kirchlichen Seite (Heidelberg 1852)